# Cottus beldingii
Cottus beldingii är en fiskart som beskrevs av Carl H. Eigenmann och Rosa Smith Eigenmann, 1891. Cottus beldingii ingår i släktet Cottus och familjen simpor. Inga underarter finns listade i Catalogue of Life.